# 김병모
김병모(金秉模, 1940년 9월 21일~)는 대한민국의 고고학자이다. 고려문화재연구원 이사장을 맡고 있으며, 한양대학교의 명예교수이다. 외교통상부 문화외교 대사 및 한국전통문화학교 총장, 한양대학교 ERICA 문과대학 학장, 한양대학교 박물관 관장을 역임했다.

## 수상 내역
- 1988년: 백남학술상
- 2004년: 국민훈장 모란장